# Euonymus fimbriatus
Euonymus fimbriatus är en benvedsväxtart som beskrevs av Nathaniel Wallich. Euonymus fimbriatus ingår i släktet Euonymus och familjen Celastraceae. Inga underarter finns listade.